# 拉扎列夫冰架
69°37′S 14°45′E / 69.617°S 14.750°E
拉扎列夫冰架是南極洲的冰架，位於東部南極洲的毛德皇后地，全長90公里，處於列寧格勒島和韋爾布柳德島之間的里瑟爾-拉森海西部。